# Delphinium hirschfeldianum
Delphinium hirschfeldianum là một loài thực vật có hoa trong họ Mao lương. Loài này được Heldr & Holzm. ex Boiss. mô tả khoa học đầu tiên năm 1888.